# Kostel svatého Vojtěcha (Krakov)

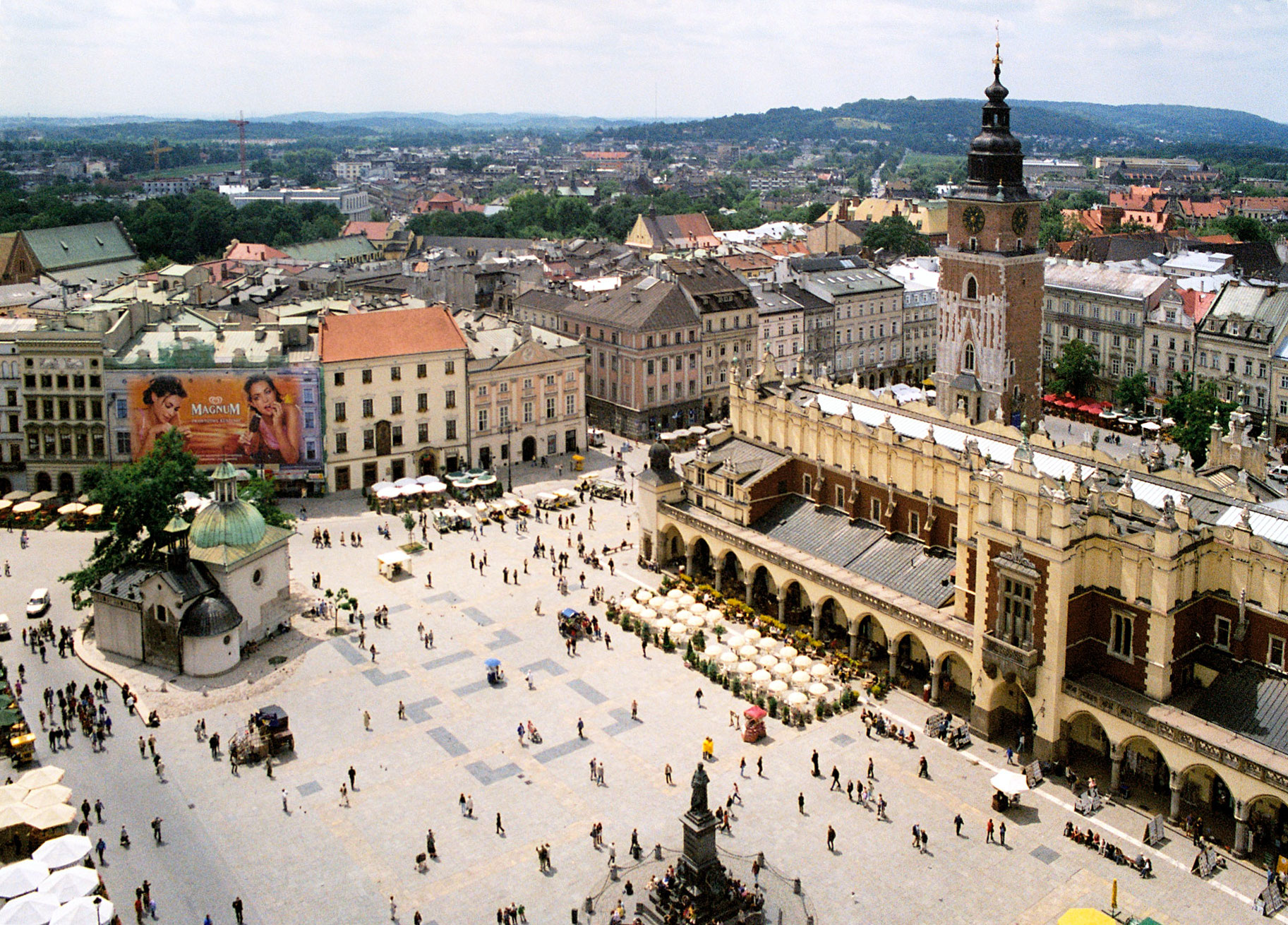
Pohled na Krakovský rynek z Mariánského kostela – vlevo kostel sv. Vojtěcha, vpravo Sukiennice a Radniční věž

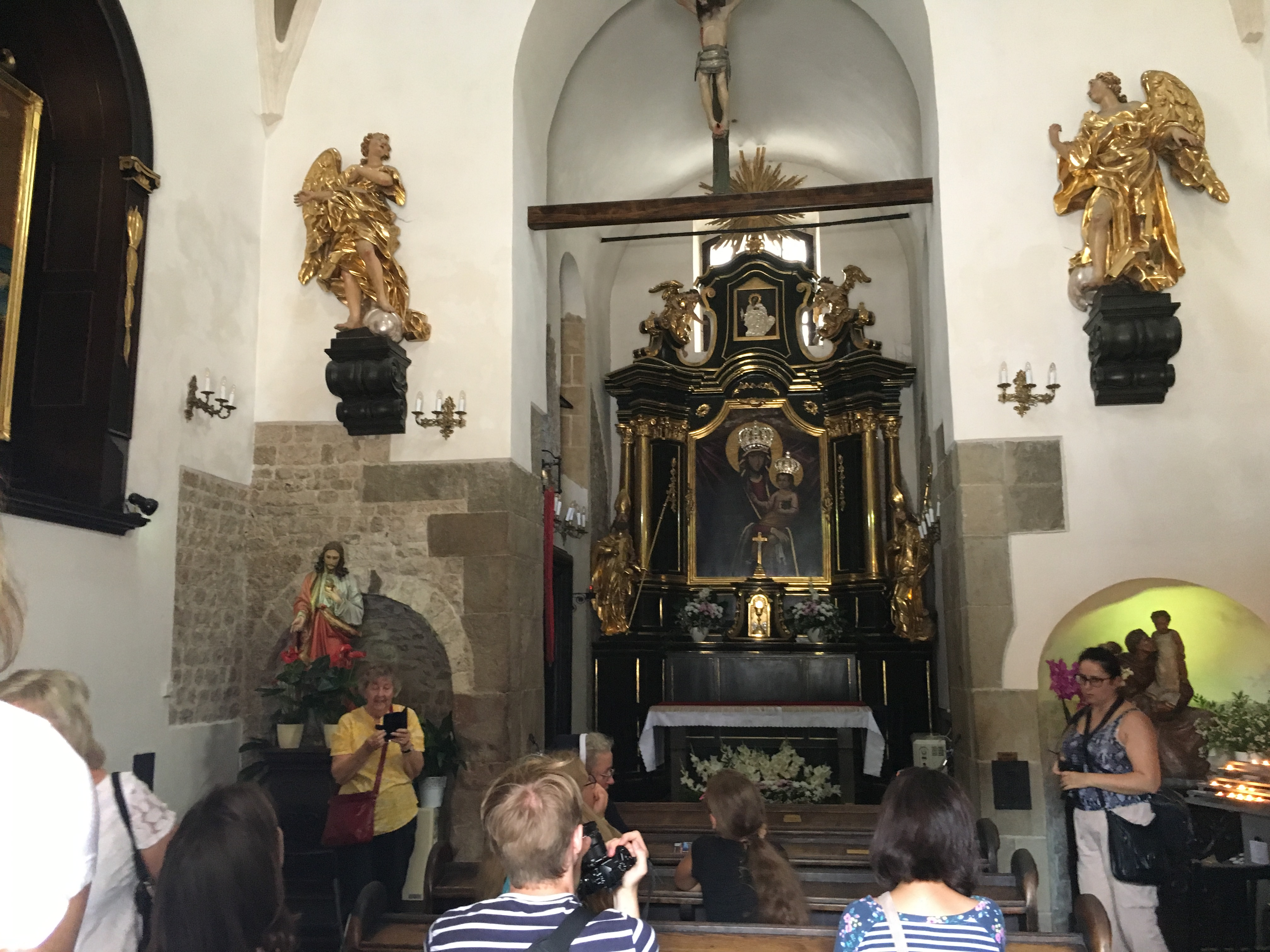
Interiér kostela

Kostel sv. Vojtěcha (kościół św. Wojciecha) v Krakově je jedním z nejstarších kostelů v Polsku. Nachází se v jihovýchodním rohu největšího středověkého náměstí v Evropě – Krakovského rynku. Jeho základy jsou pravděpodobně nejstarší stavbou ve městě.
Podle tradice na místě dnešního kostela konal kázání svatý Vojtěch. Na jeho památku zde byl postaven malý kamenný kostel. Archeologické průzkumy odhalily ve zdech kostela zbytky drobného románského kamenného zdiva a portálu z 11. nebo počátku 12. století. První dřevěný kostel na tomto místě však vznikl pravděpodobně už kolem roku 1000. První zmínka o kostele pochází z roku 1250.
V letech 1611–1618 byl kostel přebudován v barokním stylu (přestavbu inicioval profesor a rektor Jagellonské univerzity Walenty Fontany). Tehdy byly kostelu zvýšeny stěny, loď byla přikryta barokní kupolí a byl vytvořen nový portál ze západní strany. V roce 1711 byla přistavěna sakristie, v roce 1726 dřevěná kaple sv. Jana Nepomuckého (v roce 1778 přebudována na zděnou, v roce 1781 změněn název a patronem kaple se stal Wincenty Kadłubek).
Jelikož se úroveň náměstí od 13. do 17. století zvýšila, je současný vstup do kostela asi o 2 metry výše než původní.
Pozice kostela narušuje symetričnost Krakovského rynku, protože jeho budova při lokaci náměstí v roce 1257 již stála. Kolem kostela procházela krakovská Královská cesta, jež vedla ze čtvrti Kleparz, přes Floriánskou bránu a náměstí až ke Královskému hradu na Wawelu.